# Брахистохрона
Брахистохро́на (от греч. βράχιστος «кратчайший» + χρόνος «время») — кривая скорейшего спуска. Задача о её нахождении была поставлена в июне 1696 года Иоганном Бернулли следующим образом:
| Среди плоских кривых, соединяющих две данные точки {\displaystyle A} и {\displaystyle B}, лежащих в одной вертикальной плоскости ({\displaystyle B} ниже {\displaystyle A}), найти ту, двигаясь по которой под действием только силы тяжести, сонаправленной отрицательной полуоси {\displaystyle OY}, материальная точка из {\displaystyle A} достигнет {\displaystyle B} за кратчайшее время. |

Решением задачи о брахистохроне является дуга циклоиды с горизонтальным основанием, точка возврата которой находится в точке {\displaystyle A}, или иными словами, имеющая вертикальную касательную в точке {\displaystyle A}.
Примечательно, что время спуска до нижней точки не зависит от расположения начальной точки на дуге циклоиды.

## Решение задачи о брахистохроне

Движение тел по различным траекториям. Красная линия — брахистохрона

На статью Иоганна Бернулли откликнулись Исаак Ньютон, Якоб Бернулли, Г. В. Лейбниц, Г. Ф. Лопиталь, Э. В. Чирнхаус. Все они, как и сам Иоганн Бернулли, решили задачу разными способами. Метод решения, полученного 26 января 1697 года Исааком Ньютоном, лёг в основу важнейшей области естествознания — вариационного исчисления.
Пусть имеются две произвольные точки, расположенные на разных ординатах. Далее пусть произвольная материальная точка M скатывается от точки A к точке B под действием только силы тяжести (силы трения отсутствуют). Найдём такую траекторию, при которой время скатывания будет минимально.
Направим ось ординат вниз и сопоставим начальной точке нулевое значение ординаты. Запишем закон сохранения энергии для материальной точки M:
{\displaystyle {\frac {mv^{2}}{2}}=mgy,}
где
{\displaystyle m} — масса тела,
{\displaystyle g} — ускорение свободного падения,
{\displaystyle y} — ордината,
{\displaystyle v} — скорость движения тела.
Получаем:
{\displaystyle v={\sqrt {2gy}},}
откуда можно найти значение проекции скорости на ось {\displaystyle x}:
{\displaystyle v_{x}={\frac {v}{\sqrt {1+(y')^{2}}}}={\frac {\sqrt {2gy}}{\sqrt {1+(y')^{2}}}}.}
Поскольку время на спуск равняется {\displaystyle \int _{a}^{b}{\frac {1}{v_{x}}}\,dx}, то задача сводится к минимизации значения интеграла
{\displaystyle {\frac {1}{\sqrt {2g}}}\int _{a}^{b}{\sqrt {\frac {1+(y')^{2}}{y}}}\,dx.}